# فهرست وزیران امور خارجه ارمنستان
در زیر فهرست وزیران امور خارجه ارمنستان (انگلیسی: List of Ministers of Foreign Affairs of Armenia) آورده شده‌است:
| وزیران امور خارجه اولین جمهوری ارمنستان               |                |                |                                |
| آلکساندر خاتیسیان                                     | ۳۰ ژوئن ۱۹۱۸   | ۴ نوامبر ۱۹۱۸  | فدراسیون انقلابی ارمنی         |
| سیراکان تیگرانیان                                     | ۴ نوامبر ۱۹۱۸  | ۲۷ آوریل ۱۹۱۹  | فدراسیون انقلابی ارمنی         |
| آلکساندر خاتیسیان                                     | ۲۷ آوریل ۱۹۱۹  | ۵ مه ۱۹۲۰      | فدراسیون انقلابی ارمنی         |
| هامو اوهانجانیان                                      | ۳ آوریل ۱۹۲۰   | ۲۳ نوامبر ۱۹۲۰ | فدراسیون انقلابی ارمنی         |
| سیمون وراتسیان                                        | ۲۳ نوامبر ۱۹۲۰ | ۲ دسامبر ۱۹۲۰  | فدراسیون انقلابی ارمنی         |
| کمیسر خلق امور خارجه جمهوری سوسیالیستی ارمنستان شوروی |                |                |                                |
| آلکساندر بکزادیان                                     | ۱۹۲۰           | ۱۹۲۱           | حزب کمونیست ارمنستان           |
| آسکاناز مراویان                                       | ۱۹۲۱           | ۱۹۲۲           | حزب کمونیست ارمنستان           |
| ساهاک کاراپتیان                                       | ۱۹۴۴           | ۱۹۴۶           | حزب کمونیست ارمنستان           |
| گئورگ هوهانیسیان                                      | ۱۹۴۷           | ۱۹۵۴           | حزب کمونیست ارمنستان           |
| آنتون کوچینیان                                        | ۱۹۵۴           | ۱۹۵۸           | حزب کمونیست ارمنستان           |
| بالابک مارتیروسیان                                    | ۱۹۵۸           | ۱۹۷۲           | حزب کمونیست ارمنستان           |
| کامو اودومیان                                         | ۱۹۷۲           | ۱۹۷۵           | حزب کمونیست ارمنستان           |
| هوهانس گیراگوسیان                                     | ۱۹۷۵           | ۱۹۸۵           | حزب کمونیست ارمنستان           |
| آناتولی مکرتچیان                                      | ۱۹۸۶           | ۱۹۹۱           | حزب کمونیست ارمنستان           |
| فهرست وزیران امور خارجه ارمنستان                      |                |                |                                |
| آشوت یغیازاریان (کفیل)                                | ۱۹۹۰           | ۱۹۹۱           |                                |
| رافی هووانیسیان                                       | ۷ نوامبر ۱۹۹۱  | ۱۶ اکتبر ۱۹۹۲  | ندارد                          |
| آرمن کیراکوسیان (کفیل)                                | اکتبر ۱۹۹۲     | فوریه ۱۹۹۳     | ندارد                          |
| واهان پاپازیان                                        | ۱۹۹۳           | ۱۹۹۶           |                                |
| آلکساندر آرزومانیان                                   | ۱۹۹۶           | ۴ فوریه ۱۹۹۸   | Pan-Armenian National Movement |
| وارطان اوسکانیان                                      | فوریه ۱۹۹۸     | آوریل ۲۰۰۸     | ندارد                          |
| ادوارد نالباندیان                                     | ۱۲ مه ۲۰۱۸     | 2018           | ندارد                          |
| زهراب مناتسکانیان                                     | ۱۲ مه ۲۰۱۸     | تاکنون         | ندارد                          |